# Xã Penn, Quận Shelby, Illinois
Xã Penn (tiếng Anh: Penn Township) là một xã thuộc quận Shelby, tiểu bang Illinois, Hoa Kỳ. Năm 2010, dân số của xã này là 107 người.